# Elfjes
Elfjes (Maluridae) zijn een familie van zangvogels uit het Australische continent. De familie telt 33 soorten.

## Kenmerken
In het verenkleed, dat bij beide geslachten meestal verschillend gekleurd is, zijn de kleuren paars, blauw, rood, zwart en wit te zien, meestal met metaalglans. Sommige vogels hebben vaak schutkleuren met bruine en zwarte vlekken, maar er zijn ook soorten, zoals het witschouderelfje en het ornaatelfje, waarbij het mannetje een opvallend, glanzend verenkleed heeft. De lichaamslengte varieert van 12 tot 19 cm.

## Leefwijze
Hun voedsel bestaat voornamelijk uit insecten en larven. Het zijn goede zangers en imitators.

## Voortplanting
Deze in groepen levende vogels bouwen een overdekt nest van gras en spinrag, aan de binnenkant afgewerkt met veertjes en zaadpluis. Het legsel bestaat uit 2 tot 4 witachtige, gespikkelde eieren, die 12 tot 15 dagen worden bebroed. De jongen verlaten na 10 tot 12 dagen het nest.
Opmerkelijk in het gedrag is het feit dat elfjes enerzijds sociaal monogaam zijn, omdat zij een vaste levenspartner kiezen, terwijl beide partners tegelijkertijd tevens seksueel promiscue zijn.

## Verspreiding en leefgebied
Het zijn meestal kleine tot middelgrote zangvogels die voorkomen in een groot aantal typen leefgebieden zoals regenwouden, graslanden, savannegebieden met droog struikgewas en woestijnen in Australië en Nieuw-Guinea.

## Taxonomie
De plaats van de elfjes in de vogelstamboom is heel lang onduidelijk gebleven. Tot in de jaren 1960 werden ze gezien als verwanten binnen Euraziatische vogelfamilies zoals de vliegenvangers, boszangers of de timalia's. In de loop van de volgende jaren werd beter morfologisch onderzoek gedaan, gevolgd door onderzoek aan eiwitten en weer later door DNA-onderzoek. Hieruit bleek dat de elfjes behoorden tot een grote groep van vogelsoorten die een eigen ontwikkeling heeft doorgemaakt in het gebied waarin Nieuw-Guinea en Australië liggen. Ze behoren tot de superfamilie Meliphagoidea, samen met andere families uit dit gebied zoals de Meliphagidae (honingeters) en de Pardalotidae (diamantvogels).

### Lijst geslachten
- Geslacht Amytornis (14 soorten grassluipers)
- Geslacht Chenorhamphus (2 soorten, Bosavi-elfje en breedsnavelelfje)
- Geslacht Clytomias (1 soort: roodkapelfje)
- Geslacht Malurus (12 soorten elfjes)
- Geslacht Sipodotus (1 soort:  (Wallace' elfje)
- Geslacht Stipiturus (3 soorten emoesluipers)

Acanthisittidae (Rotswinterkoningen) · Acanthizidae (Australische zangers) · Acrocephalidae (Rietzangers) · Aegithalidae (Staartmezen) · Aegithinidae (Iora's) · Alaudidae (Leeuweriken) · Alcippeidae (Alcippes) · Artamidae (Spitsvogels) ·  Atrichornithidae (Doornkruipers) · Bernieridae (Madagaskarzangers) · Bombycillidae (Pestvogels) · Buphagidae (Ossenpikkers) · Calcariidae (IJsgorzen) · Callaeidae (Nieuw-Zeelandse lelvogels) · Calyptomenidae (Afrikaanse breedbekken) · Calyptophilidae (Tapuittangaren) · Campephagidae (Rupsvogels) · Cardinalidae (Kardinaalachtigen) · Certhiidae (Echte boomkruipers) · Cettiidae (Struikzangers) · Chaetopidae (Rotsspringers) · Chloropseidae (Bladvogels) · Cinclidae (Waterspreeuwen) · Cinclosomatidae (Kwartellijsters) · Cisticolidae (Graszangers) · Climacteridae (Australische kruipers) · Cnemophilidae (Satijnvogels) · Conopophagidae (Muggeneters) · Corcoracidae (Slijknestkraaien) · Corvidae (Kraaien) · Cotingidae (Cotinga's) · Dasyornithidae (Borstelvogels) · Dicaeidae (Bastaardhoningvogels) · Dicruridae (Drongo's) · Donacobiidae (Zwartkopdonacobius) · Dulidae (Palmtapuiten) · Elachuridae (Elachura) · Emberizidae (Gorzen) · Erythrocercidae (Elfmonarchen) · Estrildidae (Prachtvinken) · Eulacestomatidae (Leldikkop) · Eupetidae (Ralbabbelaars) · Eurylaimidae (Breedbekken en hapvogels) · Falcunculidae (Harlekijndikkoppen) · Formicariidae (Mierlijsters) · Fringillidae (Vinkachtigen) · Furnariidae (Ovenvogels) · Grallariidae (Mierpitta's) · Hirundinidae (Zwaluwen) · Hyliidae (Hylia's) · Hyliotidae (Hyliota's) · Hylocitreidae (Bessendikkop) · Hypocoliidae (Zijdestaarten) · Icteridae (Troepialen) · Icteriidae (Geelborstzanger) · Ifritidae (Ifrita) · Irenidae (Irena's) · Laniidae (Klauwieren) · Leiothrichidae (Babbelaars) · Locustellidae (Sprinkhaanzangers) · Machaerirhynchidae (Bootsnavels) · Macrosphenidae (Afrikaanse zangers) · Malaconotidae (Bosklauwieren) · Maluridae (Elfjes)    · Melampittidae (Paradijspitta's) · Melanocharitidae (Bessenpikkers) · Melanopareiidae (Maansluipers) · Meliphagidae (Honingeters) · Menuridae (Liervogels) · Mimidae (Spotlijsters) · Mitrospingidae (Mitrospingustangaren) · Modulatricidae (Vlekkeellijsters) · Mohoidae (O'o's) · Mohouidae (Mohoua's) · Monarchidae (Monarchen) · Motacillidae (Kwikstaarten en piepers) · Muscicapidae (Vliegenvangers) · Nectariniidae (Honingzuigers) · Neosittidae (Boomlopers) · Nesospingidae (Puertoricaanse tangare) ·  Nicatoridae (Nicators) · Notiomystidae (Hihi) · Onychorhynchidae (Kroontirannen) ·  Oreoicidae (Oreoica's) · Oriolidae (Wielewalen en vijgvogels) · Orthonychidae (Stronklopers) · Oxyruncidae (Scherpsnavel) ·  Pachycephalidae (Dikkoppen en fluiters) · Panuridae (Baardmannetje) · Paradisaeidae (Paradijsvogels) · Paradoxornithidae (Diksnavelmezen) · Paramythiidae (Prachtbessenpikkers) · Pardalotidae (Diamantvogels) · Paridae (Mezen) · Parulidae (Amerikaanse zangers) · Passerellidae (Amerikaanse gorzen) · Passeridae (Mussen) · Pellorneidae (Grondtimalia's) · Petroicidae (Australische vliegenvangers) · Peucedramidae (Oranjekopzanger) · Phaenicophilidae (Hispaniolatangaren) · Philepittidae (Asities) · Phylloscopidae (Boszangers) · Picathartidae (Kaalkopkraaien) · Pipridae (Manakins) · Pittidae (Pitta's) · Pityriasidae (Borstelkop) · Platylophidae (Maleise kuifgaai) · Platysteiridae (Lelvliegenvangers) · Ploceidae (Wevers en verwanten) · Pnoepygidae (Pnoepyga's) · Polioptilidae (Muggenvangers) · Pomatostomidae (Australaziatische babbelaars) · Promeropidae (Afrikaanse suikervogels) · Prunellidae (Heggenmussen) · Psophodidae (Zwiepfluiters) · Ptiliogonatidae (Zijdevliegenvangers) · Ptilonorhynchidae (Prieelvogels) · Pycnonotidae (Buulbuuls) · Regulidae (Goudhaantjes) · Remizidae (Buidelmezen) · Rhagologidae (Geschubde dikkop) · Rhinocryptidae (Tapaculo's) · Rhipiduridae (Waaierstaarten) · Rhodinocichlidae (Troepiaaltangare) · Salpornithidae (Gevlekte boomkruipers) · Sapayoidae (Breedbekmanakin) · Scotocercidae (Maquiszanger) · Sittidae (Boomklevers) · Spindalidae (Spindalissen) · Stenostiridae (Elfvliegenvangers) · Sturnidae (Spreeuwen) · Sylviidae (Grasmussen) · Teretistridae (Cubaanse zangers) · Thamnophilidae (Miervogels) · Thraupidae (Tangaren) · Tichodromidae (Rotskruiper) · Timaliidae (Timalia's) · Tityridae (Tityra's) · Troglodytidae (Winterkoningen) · Turdidae (Lijsters) · Tyrannidae (Tirannen) · Urocynchramidae (Przewalski's roodmus) · Vangidae (Vanga's) · Viduidae (Wida's) · Vireonidae (Vireo's) · Zeledoniidae (Zeledonia) · Zosteropidae (Brilvogels)